# Martin Atkins
Martin Atkins (Leeds, 24 december 1965) is een Engelse darter. Zijn bijnaam is "The Assassin" (Nederlands: "De Moordenaar"). Op 11 maart 2006 versloeg Atkins de Lakesidekampioen van dat jaar, Jelle Klaasen, waardoor Atkins de winnaar werd van de open Finse kampioenschappen.
Atkins woont in Leeds met zijn vrouw Sue, met wie hij twee dochters heeft. Hij speelt sinds 1996 voor het Yorkshire dartteam. Atkins is naast darter ook beroepsmatig technicus.

## Resultaten op Wereldkampioenschappen

### BDO
- 2005: Laatste 32 (verloren van Robert Thornton met 0-3)
- 2006: Laatste 16 (verloren van Martin Adams met 3-4)
- 2007: Laatste 16 (verloren van Phil Nixon met 1-4)
- 2008: Laatste 32 (verloren van Andy Boulton met 2-3)
- 2009: Laatste 16 (verloren van Gary Robson met 1-4)
- 2010: Laatste 32 (verloren van Paul Carter met 1-3)
- 2011: Laatste 32 (verloren van Dean Winstanley met 2-3)
- 2012: Kwartfinale (verloren van Ted Hankey met 1-5)
- 2013: Laatste 32 (verloren van Jason Cullen met 1-3)
- 2014: Laatste 16 (opgegeven wegens een elleboogblessure na een 0-2 achterstand tegen Rick Hofstra
- 2016: Laatste 16 (verloren van  Richard Veenstra met 0-4)
- 2017: Laatste 32 (verloren van Jamie Hughes met 1-3)

### WDF
- 2011: Voorronde (verloren van Johan Engström met 1-4)